# I liga argentyńska w piłce nożnej (1924)
W roku 1924 Argentyna miała dwóch mistrzów w rozgrywkach organizowanych przez dwie konkurencyjne federacje piłkarskie.
Mistrzem Argentyny w ramach rozgrywek organizowanych przez federację piłkarską Asociación Argentina de Football został klub Boca Juniors, natomiast tytuł wicemistrza Argentyny zdobył klub CA Temperley.
Mistrzem Argentyny w ramach rozgrywek organizowanych przez federację piłkarską Asociación Amateurs de Football został klub San Lorenzo de Almagro, natomiast tytuł wicemistrza Argentyny zdobył klub Gimnasia y Esgrima La Plata.

## Primera División – Asociación Argentina de Football
Mistrzem Argentyny w roku 1924 w ramach rozgrywek organizowanych przez federację piłkarską Asociación Argentina de Football został klub Boca Juniors, natomiast tytuł wicemistrza Argentyny zdobył klub CA Temperley. Z ligi nikt nie spadł, a awansował jeden klub – Chacarita Juniors. Liga została zwiększona z 22 do 23 klubów.
Nie rozegrano następujących meczów:
- CA All Boys-Boca Juniors
- CA Alvear-CA Huracán
- Porteño Buenos Aires-CA Huracán
- Club Progresista-Boca Juniors
- Sportsman Buenos Aires-CA Huracán

### Kolejka 1
| Data             | Mecz |
| ---------------- | --- |
| 13 kwietnia 1924 | Club El Porvenir – Sportivo Barracas Buenos Aires 3:0 Seoane, Ronzoni, Tubio                                     |
| 13 kwietnia 1924 | Argentinos Juniors Buenos Aires – Porteño Buenos Aires 3:0                                                       |
| 13 kwietnia 1924 | CA Temperley – Sportivo Dock Sud 1:0                                                                             |
| 13 kwietnia 1924 | Boca Alumni Buenos Aires – Boca Juniors 0:5 Domingo Tarasconi (2, 1k), Carmelo Pozzo, Dante Pertini (2)          |
| 13 kwietnia 1924 | San Fernando Buenos Aires – Retiro Buenos Aires 1:1                                                              |
| 13 kwietnia 1924 | Villa Urquiza Buenos Aires – Argentino de CA Argentino de Quilmes 2:3 ?, ? – C. Bonelli, J. Ottonello, J. Achaga |
| 13 kwietnia 1924 | Del Plata Buenos Aires – Palermo Buenos Aires 1:1                                                                |
| 13 kwietnia 1924 | Argentino de CA Banfield – Sportsman Buenos Aires 2:1                                                            |
| 13 kwietnia 1924 | Sportivo del Norte Buenos Aires – CA All Boys 1:1                                                                |
| 13 kwietnia 1924 | CA Huracán – Club Progresista 3:1                                                                                |

### Kolejka 2
| Data             | Mecz |
| ---------------- | --- |
| 20 kwietnia 1924 | CA Huracán – Argentino de CA Argentino de Quilmes 3:0                                                               |
| 20 kwietnia 1924 | Porteño Buenos Aires – Sportivo del Norte Buenos Aires 0:0                                                          |
| 20 kwietnia 1924 | Retiro Buenos Aires – Boca Alumni Buenos Aires 2:1                                                                  |
| 20 kwietnia 1924 | CA Alvear – San Fernando Buenos Aires 0:2                                                                           |
| 20 kwietnia 1924 | Club Progresista – Villa Urquiza Buenos Aires 3:1 García (2), Bálsola – ?                                           |
| 20 kwietnia 1924 | Sportivo Barracas Buenos Aires – Argentino de CA Banfield 3:1                                                       |
| 20 kwietnia 1924 | Sportsman Buenos Aires – Club El Porvenir 0:0                                                                       |
| 20 kwietnia 1924 | Sportivo Dock Sud – CA All Boys 0:1 González                                                                        |
| 20 kwietnia 1924 | CA Temperley – Del Plata Buenos Aires 0:0                                                                           |
| 20 kwietnia 1924 | Nueva Chicago Buenos Aires – Boca Juniors 1:6 Villagra – Antonio Cerrotti, Domingo Tarasconi (4, 1k), Carmelo Pozzo |

### Kolejka 3
| Data             | Mecz                                                                                        |
| ---------------- | ------------------------------------------------------------------------------------------- |
| 27 kwietnia 1924 | Club El Porvenir – Boca Alumni Buenos Aires 3:2 Seoane (2), Ronzoni – Siciliani k, Botacchi |
| 27 kwietnia 1924 | San Fernando Buenos Aires – Nueva Chicago Buenos Aires 0:0                                  |
| 27 kwietnia 1924 | Sportivo del Norte Buenos Aires – Sportivo Barracas Buenos Aires 3:2                        |
| 27 kwietnia 1924 | Porteño Buenos Aires – Del Plata Buenos Aires 1:0                                           |
| 27 kwietnia 1924 | Argentinos Juniors Buenos Aires – Argentino de CA Argentino de Quilmes 1:0                  |
| 27 kwietnia 1924 | CA Temperley – Villa Urquiza Buenos Aires 3:0                                               |
| 27 kwietnia 1924 | Club Progresista – Palermo Buenos Aires 1:1 Etcheverry – Rodríguez                          |
| 27 kwietnia 1924 | Retiro Buenos Aires – Argentino de CA Banfield 2:0                                          |

### Kolejka 4
| Data         | Mecz                                                         |
| ------------ | ------------------------------------------------------------ |
| 11 maja 1924 | Sportivo Barracas Buenos Aires – Porteño Buenos Aires 2:1    |
| 11 maja 1924 | Sportivo del Norte Buenos Aires – Del Plata Buenos Aires 1:0 |
| 11 maja 1924 | CA Temperley – Retiro Buenos Aires 4:1                       |
| 11 maja 1924 | CA All Boys – Villa Urquiza Buenos Aires 2:0                 |
| 11 maja 1924 | Nueva Chicago Buenos Aires – Boca Alumni Buenos Aires 2:1    |
| 11 maja 1924 | Argentinos Juniors Buenos Aires – CA Alvear 1:0              |

### Kolejka 5
| Data         | Mecz                                                                           |
| ------------ | ------------------------------------------------------------------------------ |
| 18 maja 1924 | Sportivo Barracas Buenos Aires – Sportsman Buenos Aires 3:0                    |
| 18 maja 1924 | San Fernando Buenos Aires – Del Plata Buenos Aires 4:0                         |
| 18 maja 1924 | Palermo Buenos Aires – CA Alvear 2:0                                           |
| 18 maja 1924 | CA All Boys – CA Temperley 1:1                                                 |
| 18 maja 1924 | Porteño Buenos Aires – Argentino de CA Argentino de Quilmes 1:1 ? – O. Alfieri |
| 18 maja 1924 | Boca Alumni Buenos Aires – Villa Urquiza Buenos Aires 3:0                      |

### Kolejka 6
| Data         | Mecz                                                                      |
| ------------ | ------------------------------------------------------------------------- |
| 29 maja 1924 | Boca Juniors – Argentino de CA Banfield 1:0 Pedro Bleo Fournol “Calomino” |
| 29 maja 1924 | Club El Porvenir – Argentinos Juniors Buenos Aires 1:0 Regino Aragón      |
| 29 maja 1924 | CA Alvear – Boca Alumni Buenos Aires 0:2                                  |
| 29 maja 1924 | Nueva Chicago Buenos Aires – Retiro Buenos Aires 1:1                      |
| 29 maja 1924 | CA Temperley – Sportivo del Norte Buenos Aires 2:1                        |
| 29 maja 1924 | CA All Boys – Palermo Buenos Aires 1:0                                    |
| 29 maja 1924 | Porteño Buenos Aires – Club Progresista 0:1                               |
| 29 maja 1924 | San Fernando Buenos Aires – Sportivo Dock Sud 0:1                         |
| 29 maja 1924 | Argentino de CA Argentino de Quilmes – Sportivo Barracas Buenos Aires 1:4 |
| 29 maja 1924 | Sportsman Buenos Aires – Del Plata Buenos Aires 2:1                       |
| 29 maja 1924 | CA Huracán – Villa Urquiza Buenos Aires 4:0                               |

### Kolejka 7
| Data           | Mecz |
| -------------- | --- |
| 1 czerwca 1924 | Retiro Buenos Aires – Boca Juniors 1:3 Lolatto – Garófalo s, Pedro Bleo Fournol “Calomino”, Dante Pertini |
| 1 czerwca 1924 | Club El Porvenir – Del Plata Buenos Aires 2:0 Seoane, Ronzoni                                             |
| 1 czerwca 1924 | CA Alvear – Argentino de CA Banfield 1:0                                                                  |
| 1 czerwca 1924 | Boca Alumni Buenos Aires – San Fernando Buenos Aires 1:0                                                  |
| 1 czerwca 1924 | Palermo Buenos Aires – Villa Urquiza Buenos Aires 5:0                                                     |
| 1 czerwca 1924 | Sportivo Barracas Buenos Aires – CA All Boys 1:0                                                          |
| 1 czerwca 1924 | Argentino de CA Argentino de Quilmes – Club Progresista 3:2 L. Veraza, L. Denda, R. Estevarena – ?, ?     |
| 1 czerwca 1924 | CA Huracán – Argentinos Juniors Buenos Aires 3:1                                                          |
| 1 czerwca 1924 | CA Temperley – Porteño Buenos Aires 4:1                                                                   |
| 1 czerwca 1924 | Sportivo Dock Sud – Sportivo del Norte Buenos Aires 1:1 Piramidani – Rossi                                |
| 1 czerwca 1924 | Nueva Chicago Buenos Aires – Sportsman Buenos Aires 0:0                                                   |

### Kolejka 8
| Data           | Mecz                                                                       |
| -------------- | -------------------------------------------------------------------------- |
| 8 czerwca 1924 | CA Huracán – Sportivo del Norte Buenos Aires 3:0                           |
| 8 czerwca 1924 | Sportivo Dock Sud – Del Plata Buenos Aires 1:0 Santos k                    |
| 8 czerwca 1924 | Club El Porvenir – Palermo Buenos Aires 3:1 Seoane (2), Candal – Carmona k |
| 8 czerwca 1924 | Boca Alumni Buenos Aires – Argentino de CA Banfield 1:1                    |
| 8 czerwca 1924 | Porteño Buenos Aires – Villa Urquiza Buenos Aires 2:0                      |
| 8 czerwca 1924 | CA All Boys – Argentino de CA Argentino de Quilmes 1:0                     |
| 8 czerwca 1924 | Nueva Chicago Buenos Aires – Sportivo Barracas Buenos Aires 3:1            |
| 8 czerwca 1924 | Sportsman Buenos Aires – San Fernando Buenos Aires 1:0                     |
| 8 czerwca 1924 | Retiro Buenos Aires – CA Alvear 1:0                                        |

### Kolejka 9
| Data            | Mecz |
| --------------- | --- |
| 15 czerwca 1924 | CA Huracán – Del Plata Buenos Aires 3:0                                                                                  |
| 15 czerwca 1924 | CA Temperley – Boca Alumni Buenos Aires 2:1                                                                              |
| 15 czerwca 1924 | Boca Juniors – Sportivo Barracas Buenos Aires 3:1 Domingo Tarasconi k, Dante Pertini, Antonio Cerrotti – Felipe Cherro k |
| 15 czerwca 1924 | CA All Boys – Retiro Buenos Aires 1:0                                                                                    |
| 15 czerwca 1924 | Club Progresista – Sportivo del Norte Buenos Aires 2:0 López, Bianchi                                                    |
| 15 czerwca 1924 | San Fernando Buenos Aires – Argentino de CA Argentino de Quilmes 3:2                                                     |
| 15 czerwca 1924 | Sportivo Dock Sud – Nueva Chicago Buenos Aires 1:1 Nóbile – Hurglinger                                                   |
| 15 czerwca 1924 | Porteño Buenos Aires – Palermo Buenos Aires 2:0                                                                          |
| 15 czerwca 1924 | Sportsman Buenos Aires – CA Alvear 1:1                                                                                   |
| 15 czerwca 1924 | Argentinos Juniors Buenos Aires – Villa Urquiza Buenos Aires 1:0                                                         |

### Kolejka 10
| Data          | Mecz                                                                                           |
| ------------- | ---------------------------------------------------------------------------------------------- |
| 27 lipca 1924 | Argentinos Juniors Buenos Aires – Boca Juniors 0:2 Dante Pertini, Domingo Tarasconi            |
| 27 lipca 1924 | CA Temperley – San Fernando Buenos Aires 2:1                                                   |
| 27 lipca 1924 | Sportivo Dock Sud – Argentino de CA Banfield 3:1 Messina, de los Santos, Caliche – Soracco     |
| 27 lipca 1924 | CA Huracán – Boca Alumni Buenos Aires 0:0                                                      |
| 27 lipca 1924 | Sportivo Barracas Buenos Aires – CA Alvear 2:1                                                 |
| 27 lipca 1924 | Argentino de CA Argentino de Quilmes – Del Plata Buenos Aires 2:1 J. Ottonello, L. Fabiano – ? |
| 27 lipca 1924 | CA All Boys – Club Progresista 1:1 Crespo – Vaghi                                              |
| 27 lipca 1924 | Retiro Buenos Aires – Palermo Buenos Aires 4:1                                                 |
| 27 lipca 1924 | Sportivo del Norte Buenos Aires – Villa Urquiza Buenos Aires 2:2                               |
| 27 lipca 1924 | Porteño Buenos Aires – Sportsman Buenos Aires 3:2                                              |

### Kolejka 11
| Data            | Mecz |
| --------------- | --- |
| 3 sierpnia 1924 | Boca Juniors – Palermo Buenos Aires 5:2 Carnelo Pozzo, Antonio Cerrotti, Alfredo Elli, Alfredo Garasini, Domingo Tarsconi k – Stagnaro (2) |
| 3 sierpnia 1924 | CA Huracán – Argentino de CA Banfield 3:1                                                                                                  |
| 3 sierpnia 1924 | Sportivo Barracas Buenos Aires – Del Plata Buenos Aires 1:0                                                                                |
| 3 sierpnia 1924 | Nueva Chicago Buenos Aires – CA Temperley 1:0                                                                                              |
| 3 sierpnia 1924 | Club El Porvenir – San Fernando Buenos Aires 2:0 Ronzoni, Seoane                                                                           |
| 3 sierpnia 1924 | CA Alvear – Sportivo Dock Sud 0:2 Moro, Messina                                                                                            |
| 3 sierpnia 1924 | CA All Boys – Porteño Buenos Aires 2:0 |
| 3 sierpnia 1924 | Club Progresista – Boca Alumni Buenos Aires 0:1 Soro                                                                                       |
| 3 sierpnia 1924 | Argentino de CA Argentino de Quilmes – Sportsman Buenos Aires 1:1                                                                          |
| 3 sierpnia 1924 | Argentinos Juniors Buenos Aires – Sportivo del Norte Buenos Aires 1:0                                                                      |
| 3 sierpnia 1924 | Villa Urquiza Buenos Aires – Retiro Buenos Aires 3:1                                                                                       |

### Kolejka 12
| Data             | Mecz |
| ---------------- | --- |
| 10 sierpnia 1924 | Boca Juniors – Del Plata Buenos Aires 6:0 Alfredo Garasini (2), Alntonio Cerrotti (2), Carmelo Pozzo (2) |
| 10 sierpnia 1924 | CA All Boys – Nueva Chicago Buenos Aires 2:1                                                             |
| 10 sierpnia 1924 | CA Alvear – Club El Porvenir 0:0                                                                         |
| 10 sierpnia 1924 | Retiro Buenos Aires – Club Progresista 1:0 Picasso                                                       |
| 10 sierpnia 1924 | Sportivo Dock Sud – Boca Alumni Buenos Aires 1:0 Moro                                                    |
| 10 sierpnia 1924 | San Fernando Buenos Aires – Porteño Buenos Aires 1:1                                                     |
| 10 sierpnia 1924 | Argentino de CA Banfield – Palermo Buenos Aires 3:1                                                      |
| 10 sierpnia 1924 | Sportivo del Norte Buenos Aires – Argentino de CA Argentino de Quilmes 2:0                               |
| 10 sierpnia 1924 | Sportivo Barracas Buenos Aires – Villa Urquiza Buenos Aires 4:1                                          |
| 10 sierpnia 1924 | Sportsman Buenos Aires – Argentinos Juniors Buenos Aires 1:1                                             |

### Kolejka 13
| Data             | Mecz                                                                                           |
| ---------------- | ---------------------------------------------------------------------------------------------- |
| 17 sierpnia 1924 | CA All Boys – Del Plata Buenos Aires 3:2                                                       |
| 17 sierpnia 1924 | Nueva Chicago Buenos Aires – Argentinos Juniors Buenos Aires 2:1                               |
| 17 sierpnia 1924 | Sportivo del Norte Buenos Aires – CA Alvear 1:0                                                |
| 17 sierpnia 1924 | Sportivo Dock Sud – Porteño Buenos Aires 5:3 de los Santos (4), Moro – Evaristo (2), Venturini |
| 17 sierpnia 1924 | Argentino de CA Argentino de Quilmes – Retiro Buenos Aires 1:1                                 |
| 17 sierpnia 1924 | Sportsman Buenos Aires – Boca Alumni Buenos Aires 1:1                                          |
| 17 sierpnia 1924 | Palermo Buenos Aires – San Fernando Buenos Aires 1:0                                           |
| 17 sierpnia 1924 | Argentino de CA Banfield – Villa Urquiza Buenos Aires 3:2                                      |
| 17 sierpnia 1924 | Club El Porvenir – CA Temperley 0:1 Pedro Fernández k                                          |

### Kolejka 14
| Data             | Mecz                                                                          |
| ---------------- | ----------------------------------------------------------------------------- |
| 24 sierpnia 1924 | Boca Juniors – CA Huracán 2:0 Carmelo Pozzo, Domingo Tarasconi                |
| 24 sierpnia 1924 | CA Temperley – Argentinos Juniors Buenos Aires 1:0                            |
| 24 sierpnia 1924 | CA All Boys – Club El Porvenir 3:1 Llanos, García Bianchi, Crespo – Sacarello |
| 24 sierpnia 1924 | Retiro Buenos Aires – Sportivo Barracas Buenos Aires 1:0                      |
| 24 sierpnia 1924 | Argentino de CA Argentino de Quilmes – Nueva Chicago Buenos Aires 1:0         |
| 24 sierpnia 1924 | Boca Alumni Buenos Aires – Palermo Buenos Aires 1:1                           |
| 24 sierpnia 1924 | Sportsman Buenos Aires – Sportivo del Norte Buenos Aires 1:0                  |
| 24 sierpnia 1924 | Porteño Buenos Aires – Argentino de CA Banfield 1:0                           |
| 24 sierpnia 1924 | San Fernando Buenos Aires – Club Progresista 1:1 Vega – Lalaurette            |
| 24 sierpnia 1924 | CA Alvear – Del Plata Buenos Aires 3:1                                        |
| 24 sierpnia 1924 | Villa Urquiza Buenos Aires – Sportivo Dock Sud 1:0 Catalano                   |

### Kolejka 15
| Data             | Mecz                                                                                           |
| ---------------- | ---------------------------------------------------------------------------------------------- |
| 31 sierpnia 1924 | Boca Juniors – Porteño Buenos Aires 4:0 Alfredo Garasini (2), Carlos Antraygues, Dante Pertini |
| 31 sierpnia 1924 | CA Huracán – Sportivo Dock Sud 1:2 Chiessa – Licciardi, de los Santos                          |
| 31 sierpnia 1924 | CA All Boys – CA Alvear 0:0                                                                    |
| 31 sierpnia 1924 | Palermo Buenos Aires – Nueva Chicago Buenos Aires 1:1                                          |
| 31 sierpnia 1924 | Argentino de CA Banfield – Sportivo del Norte Buenos Aires 0:0                                 |
| 31 sierpnia 1924 | Argentino de CA Argentino de Quilmes – Boca Alumni Buenos Aires 0:0                            |
| 31 sierpnia 1924 | Villa Urquiza Buenos Aires – Club El Porvenir 0:2 Gurutchague, Ronzoni                         |
| 31 sierpnia 1924 | Club Progresista – Sportsman Buenos Aires 1:1 Lalaurette – Ferraro                             |
| 31 sierpnia 1924 | Argentinos Juniors Buenos Aires – Del Plata Buenos Aires 2:0                                   |

### Kolejka 16
| Data            | Mecz                                                                          |
| --------------- | ----------------------------------------------------------------------------- |
| 7 września 1924 | CA Temperley – Sportivo Barracas Buenos Aires 0:0                             |
| 7 września 1924 | Boca Juniors – Sportivo Dock Sud 3:0 Carlos Antraygues (2), Alfredo Elli      |
| 7 września 1924 | CA Huracán – Palermo Buenos Aires 7:0                                         |
| 7 września 1924 | Nueva Chicago Buenos Aires – Porteño Buenos Aires 2:0                         |
| 7 września 1924 | Club El Porvenir – Argentino de CA Argentino de Quilmes 1:1 Seoane – Bourdieu |
| 7 września 1924 | CA All Boys – Sportsman Buenos Aires 1:0                                      |
| 7 września 1924 | Boca Alumni Buenos Aires – Argentinos Juniors Buenos Aires 1:0                |
| 7 września 1924 | Argentino de CA Banfield – Club Progresista 1:1                               |
| 7 września 1924 | San Fernando Buenos Aires – Sportivo del Norte Buenos Aires 2:0               |
| 7 września 1924 | CA Alvear – Villa Urquiza Buenos Aires 2:0                                    |
| 7 września 1924 | Del Plata Buenos Aires – Retiro Buenos Aires 3:1                              |

### Kolejka 17
| Data             | Mecz                                                     |
| ---------------- | -------------------------------------------------------- |
| 21 września 1924 | San Fernando Buenos Aires – Argentino de CA Banfield 5:4 |
| 21 września 1924 | CA Alvear – Nueva Chicago Buenos Aires 2:1               |

### Kolejka 18
| Data                | Mecz |
| ------------------- | --- |
| 5 października 1924 | Boca Juniors – Club El Porvenir 4:1 Domingo Tarasconi (2), Landini s, Ludovico Bidoglio – Tubio                |
| 5 października 1924 | CA All Boys – Argentinos Juniors Buenos Aires 1:1                                                              |
| 5 października 1924 | CA Huracán – San Fernando Buenos Aires 0:0                                                                     |
| 5 października 1924 | Sportivo Barracas Buenos Aires – Boca Alumni Buenos Aires 1:1                                                  |
| 5 października 1924 | Club Progresista – Nueva Chicago Buenos Aires 3:3 Lalaurette, Fonte, Bianchi – Manuale, E. Galeano, G. Galeano |
| 5 października 1924 | CA Temperley – Argentino de CA Banfield 2:1                                                                    |
| 5 października 1924 | Argentino de CA Argentino de Quilmes – Sportivo Dock Sud 0:3 Toselli, Power, Moro                              |
| 5 października 1924 | Palermo Buenos Aires – Sportsman Buenos Aires 1:1                                                              |
| 5 października 1924 | Sportivo del Norte Buenos Aires – Retiro Buenos Aires 2:1                                                      |
| 5 października 1924 | Porteño Buenos Aires – CA Alvear 2:2                                                                           |
| 5 października 1924 | Del Plata Buenos Aires – Villa Urquiza Buenos Aires 4:0                                                        |

### Kolejka 19
| Data                 | Mecz                                                                                             |
| -------------------- | ------------------------------------------------------------------------------------------------ |
| 19 października 1924 | Sportivo Dock Sud – Sportsman Buenos Aires 0:0                                                   |
| 19 października 1924 | Argentino de CA Banfield – Nueva Chicago Buenos Aires 2:0 mecz przerwany – nie został dokończony |
| 19 października 1924 | Palermo Buenos Aires – Argentinos Juniors Buenos Aires 3:1                                       |
| 19 października 1924 | Sportivo Barracas Buenos Aires – San Fernando Buenos Aires 1:1                                   |

### Kolejka 20
| Data             | Mecz                                                                                    |
| ---------------- | --------------------------------------------------------------------------------------- |
| 2 listopada 1924 | Sportivo Barracas Buenos Aires – Sportivo Dock Sud 1:1                                  |
| 2 listopada 1924 | CA All Boys – Boca Alumni Buenos Aires 1:0                                              |
| 2 listopada 1924 | Nueva Chicago Buenos Aires – Sportivo del Norte Buenos Aires 3:1                        |
| 2 listopada 1924 | Palermo Buenos Aires – Argentino de CA Argentino de Quilmes 0:2 L. Sandoval, L. Fabiano |
| 2 listopada 1924 | Argentino de CA Banfield – Argentinos Juniors Buenos Aires 5:1                          |
| 2 listopada 1924 | Villa Urquiza Buenos Aires – Sportsman Buenos Aires 0:0                                 |
| 2 listopada 1924 | Retiro Buenos Aires – Porteño Buenos Aires 2:0                                          |

### Kolejka 21
| Data             | Mecz |
| ---------------- | --- |
| 9 listopada 1924 | Boca Juniors – San Fernando Buenos Aires 4:0 Dante Pertini, Antonio Cerrotti, Carmelo Pozzo, Domingo Tarasconi |
| 9 listopada 1924 | CA Temperley – Sportsman Buenos Aires 1:1                                                                      |
| 9 listopada 1924 | Argentino de CA Banfield – CA All Boys 3:1                                                                     |
| 9 listopada 1924 | Sportivo Dock Sud – Club El Porvenir 2:1 Power, de los Santos – Seoane                                         |
| 9 listopada 1924 | Boca Alumni Buenos Aires – Sportivo del Norte Buenos Aires 1:0                                                 |
| 9 listopada 1924 | Argentinos Juniors Buenos Aires – Retiro Buenos Aires 2:0                                                      |
| 9 listopada 1924 | Nueva Chicago Buenos Aires – Villa Urquiza Buenos Aires 3:0                                                    |
| 9 listopada 1924 | Del Plata Buenos Aires – Club Progresista 4:2 Dulce, Magurno (2), Boy – Barreto, Vaghi                         |
| 9 listopada 1924 | Argentino de CA Argentino de Quilmes – CA Alvear 0:0                                                           |

### Kolejka 22
| Data              | Mecz                                                                                               |
| ----------------- | -------------------------------------------------------------------------------------------------- |
| 16 listopada 1924 | Palermo Buenos Aires – Sportivo Barracas Buenos Aires 1:1                                          |
| 16 listopada 1924 | CA Alvear – Club Progresista 2:0 Poeta, Mancini                                                    |
| 16 listopada 1924 | Argentinos Juniors Buenos Aires – Sportivo Dock Sud 0:1 Moro                                       |
| 16 listopada 1924 | Argentino de CA Argentino de Quilmes – CA Temperley 3:2 A. Bordieu, J. Cosoli, J. Ottonello – ?, ? |
| 16 listopada 1924 | San Fernando Buenos Aires – Villa Urquiza Buenos Aires 2:0                                         |

### Kolejka 23
| Data              | Mecz                                                                                                   |
| ----------------- | --- |
| 23 listopada 1924 | Sportivo del Norte Buenos Aires – Club El Porvenir 3:2 Toscano, Passadore, Granara – Seoane, Sacarello |
| 23 listopada 1924 | Argentino de CA Banfield – Argentino de CA Argentino de Quilmes 2:0                                    |
| 23 listopada 1924 | Sportivo Dock Sud – Palermo Buenos Aires 3:1 Moro (2), Caliche – Gallo                                 |
| 23 listopada 1924 | Boca Alumni Buenos Aires – Porteño Buenos Aires 4:0                                                    |
| 23 listopada 1924 | Sportivo Barracas Buenos Aires – Argentinos Juniors Buenos Aires walkower dla Sportivo Barracas        |
| 23 listopada 1924 | CA Temperley – Boca Juniors 1:1 Perduca – Dante Pertini                                                |

### Kolejka 24
| Data              | Mecz                                                                  |
| ----------------- | --------------------------------------------------------------------- |
| 30 listopada 1924 | Sportivo del Norte Buenos Aires – Boca Juniors 0:1 Antonio Cerrotti k |
| 30 listopada 1924 | CA All Boys – San Fernando Buenos Aires 2:2                           |
| 30 listopada 1924 | Argentinos Juniors Buenos Aires – Club Progresista 2:1                |
| 30 listopada 1924 | Boca Alumni Buenos Aires – Del Plata Buenos Aires 1:0                 |
| 30 listopada 1924 | Argentinos Juniors Buenos Aires – Club Progresista 2:1                |
| 30 listopada 1924 | Nueva Chicago Buenos Aires – Club El Porvenir 2:2                     |
| 30 listopada 1924 | CA Temperley – CA Huracán 3:2                                         |

### Kolejka 25
| Data           | Mecz                                                            |
| -------------- | --------------------------------------------------------------- |
| 7 grudnia 1924 | San Fernando Buenos Aires – Argentinos Juniors Buenos Aires 2:1 |
| 7 grudnia 1924 | Argentino de CA Banfield – Del Plata Buenos Aires 3:2           |
| 7 grudnia 1924 | Sportivo Dock Sud – Club Progresista 1:0 Power                  |
| 7 grudnia 1924 | CA Temperley – CA Alvear 1:0                                    |
| 7 grudnia 1924 | Boca Juniors – Villa Urquiza Buenos Aires 7:0                   |
| 7 grudnia 1924 | CA Huracán – Club El Porvenir 0:0                               |

### Kolejka 26
| Data            | Mecz                                                                                        |
| --------------- | ------------------------------------------------------------------------------------------- |
| 14 grudnia 1924 | Argentino de CA Argentino de Quilmes – Boca Juniors 0:2 Carlos Antraygues, Antonio Cerrotti |
| 14 grudnia 1924 | Club Progresista – CA Temperley 0:3 Perducca (2), Salvetti                                  |
| 14 grudnia 1924 | Porteño Buenos Aires – Club El Porvenir 1:2 Cacopardo – Seoane (2)                          |
| 14 grudnia 1924 | CA Huracán – Sportivo Barracas Buenos Aires 2:0                                             |

### Kolejka 27
| Data            | Mecz                                                                             |
| --------------- | -------------------------------------------------------------------------------- |
| 21 grudnia 1924 | CA Alvear – Boca Juniors 1:3 Mancini – Alfredo Garasini (2), Domingo Tarasconi k |
| 21 grudnia 1924 | Club El Porvenir – Club Progresista 4:0 Brancaleone (2), Tubio, ?                |
| 21 grudnia 1924 | CA Huracán – Nueva Chicago Buenos Aires walkower dla Nueva Chicago               |

### Kolejka 28
| Data            | Mecz                                                                                          |
| --------------- | --------------------------------------------------------------------------------------------- |
| 28 grudnia 1924 | Boca Juniors – Sportsman Buenos Aires 5:0 Carmelo Pozzo (2), Domingo Tarasconi (2), Zanetti s |
| 28 grudnia 1924 | CA All Boys – CA Huracán 1:1                                                                  |
| 28 grudnia 1924 | Club El Porvenir – Retiro Buenos Aires walkower dla El Porvenir                               |

### Kolejka 29
| Data            | Mecz                                            |
| --------------- | ----------------------------------------------- |
| 4 stycznia 1925 | Club El Porvenir – Argentino de CA Banfield 2:0 |

### Mecze z nieznanymi wynikami
| Mecz                                                   |
| ------------------------------------------------------ |
| Del Plata Buenos Aires – Nueva Chicago Buenos Aires    |
| CA Huracán – Retiro Buenos Aires                       |
| Palermo Buenos Aires – Sportivo del Norte Buenos Aires |
| Palermo Buenos Aires – CA Temperley                    |
| Retiro Buenos Aires – Sportivo Dock Sud Buenoas Aires  |
| Retiro Buenos Aires – Sportsman Buenos Aires           |
| Club Progresista – Sportivo Barracas Buenos Aires      |

### Końcowa tabela sezonu 1924 ligi Asociación Argentina de Football
| Poz | Klub                                 | Mecze | Zw | Rem | Por | Pkt | BrZd | BrStr |
| --- | ------------------------------------ | ----- | -- | --- | --- | --- | ---- | ----- |
| 1   | Boca Juniors                         | 19    | 18 | 1   | 0   | 37  | 67   | 8     |
| 2   | CA Temperley                         | 21    | 13 | 6   | 2   | 32  | 35   | 16    |
| 3   | Sportivo Dock Sud                    | 21    | 12 | 5   | 4   | 29  | 28   | 16    |
| 4   | CA All Boys                          | 20    | 11 | 7   | 2   | 29  | 26   | 15    |
| 5   | Club El Porvenir                     | 21    | 11 | 5   | 5   | 27  | 32   | 23    |
| 6   | Sportivo Barracas Buenos Aires       | 21    | 10 | 5   | 6   | 25  | 31   | 25    |
| 7   | CA Huracán                           | 18    | 10 | 4   | 4   | 24  | 36   | 11    |
| 8   | Nueva Chicago Buenos Aires           | 21    | 8  | 7   | 6   | 23  | 27   | 26    |
| 9   | Boca Alumni Buenos Aires             | 21    | 8  | 6   | 7   | 22  | 23   | 20    |
| 10  | San Fernando Buenos Aires            | 21    | 7  | 7   | 7   | 21  | 27   | 26    |
| 11  | Argentino de CA Banfield             | 21    | 8  | 3   | 10  | 19  | 33   | 34    |
| 12  | Argentinos Juniors Buenos Aires      | 21    | 8  | 2   | 11  | 18  | 21   | 24    |
| 13  | Retiro Buenos Aires                  | 21    | 6  | 6   | 9   | 18  | 19   | 24    |
| 14  | Sportivo del Norte Buenos Aires      | 21    | 7  | 4   | 10  | 18  | 18   | 24    |
| 15  | Palermo Buenos Aires                 | 21    | 6  | 6   | 9   | 18  | 28   | 38    |
| 16  | Sportsman Buenos Aires               | 20    | 3  | 12  | 5   | 18  | 16   | 23    |
| 17  | Argentino de CA Argentino de Quilmes | 21    | 6  | 6   | 9   | 18  | 21   | 32    |
| 18  | CA Alvear                            | 20    | 5  | 5   | 10  | 15  | 15   | 22    |
| 19  | Porteño Buenos Aires                 | 20    | 5  | 4   | 11  | 14  | 19   | 37    |
| 20  | Club Progresista                     | 20    | 3  | 6   | 11  | 12  | 23   | 35    |
| 21  | Del Plata Buenos Aires               | 21    | 4  | 2   | 15  | 10  | 21   | 39    |
| 22  | Villa Urquiza Buenos Aires           | 21    | 2  | 1   | 18  | 5   | 9    | 57    |

## Primera División – Asociación Amateurs de Football
Mistrzem Argentyny w roku 1924 w ramach rozgrywek organizowanych przez federację piłkarską Asociación Amateurs de Football został klub San Lorenzo de Almagro, natomiast tytuł wicemistrza Argentyny zdobył klub Gimnasia y Esgrima La Plata. Z ligi nikt nie spadł, a awansował jeden klub – Excursionistas Buenos Aires. Liga została powiększona z 24 do 25 klubów.

### Kolejka 1
| Data            | Mecz |
| --------------- | --- |
| 6 kwietnia 1924 | Quilmes Athletic Buenos Aires – River Plate 0:1 Latari                                                          |
| 6 kwietnia 1924 | Independiente – Barracas Central Buenos Aires 1:0 Canaveri                                                      |
| 6 kwietnia 1924 | CA Tigre – Racing Club de Avellaneda 2:1 Bonifacio, Carrera – Ochoa                                             |
| 6 kwietnia 1924 | Estudiantil Porteño Buenos Aires – CA Platense 1:1                                                              |
| 6 kwietnia 1924 | Sportivo Almagro Buenos Aires – CS Palermo 1:2                                                                  |
| 6 kwietnia 1924 | CA Vélez Sarsfield – Atlanta Buenos Aires 1:1                                                                   |
| 6 kwietnia 1924 | Defensores de Belgrano Buenos Aires – CA Banfield 3:3                                                           |
| 6 kwietnia 1924 | Sportivo Buenos Aires – San Isidro Buenos Aires 3:3                                                             |
| 6 kwietnia 1924 | Club Atlético Lanús – Liberal Argentino Buenos Aires 1:0 Martelotti                                             |
| 6 kwietnia 1924 | Ferro Carril Oeste – Gimnasia y Esgrima La Plata 0:2                                                            |
| 6 kwietnia 1924 | Estudiantes La Plata – Argentino del Sud Buenos Aires 6:1 Irurieta, Fernández (2), Bellomo (2), Calandra – Soro |
| 6 kwietnia 1924 | CA Estudiantes – San Lorenzo de Almagro 0:3 Lindolfo Acosta, José L. Danieli, Juan Maglio                       |

### Kolejka 2
| Data             | Mecz |
| ---------------- | --- |
| 13 kwietnia 1924 | San Lorenzo de Almagro – Estudiantil Porteño Buenos Aires 5:1 Luis Monti (2), Alfredo Carricaberry (2), Juan Maglio – ? |
| 13 kwietnia 1924 | CA Banfield – Independiente 1:0 Pambrín                                                                                 |
| 13 kwietnia 1924 | Barracas Central Buenos Aires – Estudiantes La Plata 1:1                                                                |
| 13 kwietnia 1924 | CA Platense – Defensores de Belgrano Buenos Aires 0:0                                                                   |
| 13 kwietnia 1924 | Atlanta Buenos Aires – CA Estudiantes 3:0                                                                               |
| 13 kwietnia 1924 | Sportivo Almagro Buenos Aires – Liberal Argentino Buenos Aires 0:1                                                      |
| 13 kwietnia 1924 | CS Palermo – CA Tigre 2:3                                                                                               |
| 13 kwietnia 1924 | Gimnasia y Esgrima La Plata – Club Atlético Lanús 4:0 Curell, Felices, Caldera (2)                                      |
| 13 kwietnia 1924 | San Isidro Buenos Aires – Ferro Carril Oeste 3:0                                                                        |
| 13 kwietnia 1924 | Argentino del Sud Buenos Aires – CA Vélez Sarsfield 3:0 Soro, Barrera (2, 1k)                                           |
| 13 kwietnia 1924 | Racing Club de Avellaneda – Quilmes Athletic Buenos Aires 4:1 Rey, Ochoa (2), Lalaurette – Dannaher                     |

### Kolejka 3
| Data             | Mecz |
| ---------------- | --- |
| 20 kwietnia 1924 | Independiente – Racing Club de Avellaneda 0:1 Martín Barceló                                                                 |
| 20 kwietnia 1924 | Sportivo Buenos Aires – San Lorenzo de Almagro 2:2 ?, ? – Luis Monti, Antonio Valente mecz przerwany – nie został dokończony |
| 20 kwietnia 1924 | Sportivo Almagro Buenos Aires – Barracas Central Buenos Aires 1:1                                                            |
| 20 kwietnia 1924 | CA Estudiantes – Gimnasia y Esgrima La Plata 1:1                                                                             |
| 20 kwietnia 1924 | Estudiantil Porteño Buenos Aires – Liberal Argentino Buenos Aires 0:0                                                        |
| 20 kwietnia 1924 | Club Atlético Lanús – CA Banfield 1:0 Raggi                                                                                  |
| 20 kwietnia 1924 | Estudiantes La Plata – River Plate 3:0                                                                                       |
| 20 kwietnia 1924 | Quilmes Athletic Buenos Aires – Atlanta Buenos Aires 1:1                                                                     |
| 20 kwietnia 1924 | Defensores de Belgrano Buenos Aires – CS Palermo 0:2                                                                         |
| 20 kwietnia 1924 | CA Tigre – Argentino del Sud Buenos Aires 2:0 Bourdieu (2)                                                                   |

### Kolejka 4
| Data             | Mecz |
| ---------------- | --- |
| 27 kwietnia 1924 | CA Tigre – Barracas Central Buenos Aires 2:1                                                              |
| 27 kwietnia 1924 | Racing Club de Avellaneda – Estudiantes La Plata 1:2 Lalaurette – Irurieta, Fernández                     |
| 27 kwietnia 1924 | San Lorenzo de Almagro – Ferro Carril Oeste 4:0 Luis Monti, José L. Danieli, Juan Maglio, Antonio Valente |
| 27 kwietnia 1924 | CS Palermo – Independiente 0:2 Canaveri (2)                                                               |
| 27 kwietnia 1924 | Gimnasia y Esgrima La Plata – Estudiantil Porteño Buenos Aires 3:0                                        |
| 27 kwietnia 1924 | River Plate – CA Vélez Sarsfield 2:1 Gainzarain, Latari – ?                                               |
| 27 kwietnia 1924 | CA Banfield – Sportivo Almagro Buenos Aires 1:0                                                           |
| 27 kwietnia 1924 | San Isidro Buenos Aires – CA Estudiantes 1:0                                                              |
| 27 kwietnia 1924 | Atlanta Buenos Aires – Sportivo Buenos Aires 1:1                                                          |
| 27 kwietnia 1924 | CA Platense – Club Atlético Lanús 3:0 Pardal, Cracco, Ferrari                                             |
| 27 kwietnia 1924 | Liberal Argentino Buenos Aires – Defensores de Belgrano Buenos Aires 0:1                                  |
| 27 kwietnia 1924 | Argentino del Sud Buenos Aires – Quilmes Athletic Buenos Aires 2:1                                        |

### Kolejka 5
| Data        | Mecz |
| ----------- | --- |
| 4 maja 1924 | CA Tigre – River Plate 1:0 |
| 4 maja 1924 | Gimnasia y Esgrima La Plata – Sportivo Buenos Aires 2:1                                                                                                  |
| 4 maja 1924 | CA Platense – CA Estudiantes 2:0 |
| 4 maja 1924 | Ferro Carril Oeste – Liberal Argentino Buenos Aires 3:0                                                                                                  |
| 4 maja 1924 | San Isidro Buenos Aires – Quilmes Athletic Buenos Aires 3:1                                                                                              |
| 4 maja 1924 | CA Vélez Sarsfield – San Lorenzo de Almagro 2:5 ?, ? – Antonio Valente, Lindolfo Acosta (2), Juan Maglio (2)                                             |
| 4 maja 1924 | Sportivo Almagro Buenos Aires – Racing Club de Avellaneda 1:0 C. Adet                                                                                    |
| 4 maja 1924 | Barracas Central Buenos Aires – Defensores de Belgrano Buenos Aires 1:0                                                                                  |
| 4 maja 1924 | CA Banfield – Estudiantil Porteño Buenos Aires 2:2 |
| 4 maja 1924 | Estudiantes La Plata – Atlanta Buenos Aires 0:0 |
| 4 maja 1924 | Club Atlético Lanús – CS Palermo 0:0 |
| 4 maja 1924 | Independiente – Argentino del Sud Buenos Aires 1:1 Ravaschino – Brameri mecz przerwany – nie został dokończony, a punkty przyznano klubowi Independiente |

### Kolejka 6
| Data         | Mecz |
| ------------ | --- |
| 11 maja 1924 | CA Tigre – CA Banfield 0:0                                                                              |
| 11 maja 1924 | San Lorenzo de Almagro – Club Atlético Lanús 3:0 Antonio Valente (2), Alfredo Carricaberry              |
| 11 maja 1924 | Racing Club de Avellaneda – CA Vélez Sarsfield 4:2 Spraggón, Gondar (2), Perinetti – Sobrino, Dellasala |
| 11 maja 1924 | Estudiantes La Plata – CS Palermo 4:1                                                                   |
| 11 maja 1924 | San Isidro Buenos Aires – Estudiantil Porteño Buenos Aires 4:1                                          |
| 11 maja 1924 | Gimnasia y Esgrima La Plata – Defensores de Belgrano Buenos Aires 2:0                                   |
| 11 maja 1924 | Liberal Argentino Buenos Aires – Independiente 0:3 Chiarella, Ravaschino, Orsi                          |
| 11 maja 1924 | Barracas Central Buenos Aires – Quilmes Athletic Buenos Aires 1:0                                       |
| 11 maja 1924 | Argentino del Sud Buenos Aires – Sportivo Buenos Aires 1:2 ? – Tomaselli, Péndola                       |
| 11 maja 1924 | River Plate – CA Estudiantes 3:0 Gainzarain, Fallati, Barcovich s                                       |
| 11 maja 1924 | CA Platense – Sportivo Almagro Buenos Aires 1:0                                                         |
| 11 maja 1924 | Atlanta Buenos Aires – Ferro Carril Oeste 2:1                                                           |

### Kolejka 7
| Data         | Mecz                                                                                         |
| ------------ | -------------------------------------------------------------------------------------------- |
| 18 maja 1924 | CA Tigre – Atlanta Buenos Aires 1:0                                                          |
| 18 maja 1924 | Quilmes Athletic Buenos Aires – San Lorenzo de Almagro 0:2 José L. Danielli, Antonio Valente |
| 18 maja 1924 | Independiente – River Plate 4:0 Perducca, Orsi (2, 1k), Chiarella                            |
| 18 maja 1924 | San Isidro Buenos Aires – Estudiantes La Plata 2:1                                           |
| 18 maja 1924 | Gimnasia y Esgrima La Plata – CA Vélez Sarsfield 2:2                                         |
| 18 maja 1924 | Racing Club de Avellaneda – Defensores de Belgrano Buenos Aires 0:0                          |
| 18 maja 1924 | Club Atlético Lanús – Barracas Central Buenos Aires 1:0 Raggi                                |
| 18 maja 1924 | CA Platense – Sportivo Buenos Aires 0:0                                                      |
| 18 maja 1924 | Sportivo Almagro Buenos Aires – Argentino del Sud Buenos Aires 1:0 Uriarte                   |
| 18 maja 1924 | CS Palermo – Estudiantil Porteño Buenos Aires 2:0                                            |
| 18 maja 1924 | CA Banfield – Ferro Carril Oeste 1:0                                                         |
| 18 maja 1924 | CA Estudiantes – Liberal Argentino Buenos Aires 3:1                                          |

### Kolejka 8
| Data         | Mecz                                                             |
| ------------ | ---------------------------------------------------------------- |
| 25 maja 1924 | San Lorenzo de Almagro – Defensores de Belgrano Buenos Aires 3:1 |
| 25 maja 1924 | Barracas Central Buenos Aires – CA Vélez Sarsfield 2:0           |
| 25 maja 1924 | CS Palermo – Quilmes Athletic Buenos Aires 1:0                   |
| 25 maja 1924 | Argentino del Sud Buenos Aires – CA Estudiantes 1:0              |
| 25 maja 1924 | CA Platense – Independiente 1:1                                  |
| 25 maja 1924 | San Isidro Buenos Aires – Club Atlético Lanús 1:1                |
| 25 maja 1924 | River Plate – Ferro Carril Oeste 1:1                             |

### Kolejka 9
| Data           | Mecz |
| -------------- | --- |
| 1 czerwca 1924 | Independiente – Atlanta Buenos Aires 4:0 Lalín, Ravaschino (3)                                               |
| 1 czerwca 1924 | Estudiantil Porteño Buenos Aires – Barracas Central Buenos Aires 2:0                                         |
| 1 czerwca 1924 | Sportivo Buenos Aires – Liberal Argentino Buenos Aires 2:1                                                   |
| 1 czerwca 1924 | Defensores de Belgrano Buenos Aires – Argentino del Sud Buenos Aires 3:1 Caldas (2), Aguilar Pinedo – Maggio |
| 1 czerwca 1924 | CA Estudiantes – CA Banfield 2:1                                                                             |
| 1 czerwca 1924 | Racing Club de Avellaneda – Club Atlético Lanús 0:0                                                          |
| 1 czerwca 1924 | Sportivo Almagro Buenos Aires – River Plate 2:2 ?, ? – Latari (2)                                            |
| 1 czerwca 1924 | CA Tigre – San Isidro Buenos Aires 0:0                                                                       |
| 1 czerwca 1924 | CS Palermo – Ferro Carril Oeste 0:0                                                                          |
| 1 czerwca 1924 | CA Platense – CA Vélez Sarsfield 1:1                                                                         |

### Kolejka 10
| Data           | Mecz                                                                                        |
| -------------- | ------------------------------------------------------------------------------------------- |
| 8 czerwca 1924 | San Lorenzo de Almagro – Sportivo Almagro Buenos Aires 1:0 Luis Monti                       |
| 8 czerwca 1924 | CA Platense – CA Tigre 3:1                                                                  |
| 8 czerwca 1924 | San Isidro Buenos Aires – Defensores de Belgrano Buenos Aires 2:0                           |
| 8 czerwca 1924 | Gimnasia y Esgrima La Plata – Independiente 2:0 Raúl Felices, Morgada                       |
| 8 czerwca 1924 | Liberal Argentino Buenos Aires – Estudiantes La Plata 2:0                                   |
| 8 czerwca 1924 | Barracas Central Buenos Aires – Sportivo Buenos Aires 1:1                                   |
| 8 czerwca 1924 | CA Vélez Sarsfield – CS Palermo 2:0                                                         |
| 8 czerwca 1924 | Racing Club de Avellaneda – CA Estudiantes 4:0 Seregui (3), Ochoa                           |
| 8 czerwca 1924 | Argentino del Sud Buenos Aires – Ferro Carril Oeste 3:1 Quintaz, Filiberti, Brameri – Calvo |
| 8 czerwca 1924 | River Plate – Estudiantil Porteño Buenos Aires 1:1 Giúdice – ?                              |
| 8 czerwca 1924 | CA Banfield – Quilmes Athletic Buenos Aires 2:2                                             |

### Kolejka 11
| Data            | Mecz                                                                                    |
| --------------- | --------------------------------------------------------------------------------------- |
| 15 czerwca 1924 | CA Tigre – San Lorenzo de Almagro 0:1 Juan Maglio                                       |
| 15 czerwca 1924 | Independiente – San Isidro Buenos Aires 1:1 Orsi k – Zúñiga                             |
| 15 czerwca 1924 | Estudiantes La Plata – Gimnasia y Esgrima La Plata 1:1                                  |
| 15 czerwca 1924 | CA Platense – Quilmes Athletic Buenos Aires 1:1                                         |
| 15 czerwca 1924 | Barracas Central Buenos Aires – Ferro Carril Oeste 1:1                                  |
| 15 czerwca 1924 | CS Palermo – CA Estudiantes 4:2                                                         |
| 15 czerwca 1924 | Sportivo Buenos Aires – CA Banfield 2:1                                                 |
| 15 czerwca 1924 | Estudiantil Porteño Buenos Aires – Racing Club de Avellaneda 1:2 Goin – Ochoa, Spraggón |
| 15 czerwca 1924 | Club Atlético Lanús – Argentino del Sud Buenos Aires 0:3 Brameri (2), Filiberti         |
| 15 czerwca 1924 | Defensores de Belgrano Buenos Aires – River Plate 1:1 ? – Cándido García                |
| 15 czerwca 1924 | Sportivo Almagro Buenos Aires – Atlanta Buenos Aires 1:1                                |
| 15 czerwca 1924 | CA Vélez Sarsfield – Liberal Argentino Buenos Aires 2:1                                 |

### Kolejka 12
| Data            | Mecz |
| --------------- | --- |
| 22 czerwca 1924 | San Isidro Buenos Aires – Sportivo Almagro Buenos Aires 4:1 |
| 22 czerwca 1924 | CA Platense – Estudiantes La Plata 1:0 |
| 22 czerwca 1924 | CA Banfield – CA Vélez Sarsfield 1:0 |
| 22 czerwca 1924 | Sportivo Buenos Aires – Sportivo Almagro Buenos Aires 3:0 |
| 22 czerwca 1924 | Barracas Central Buenos Aires – CA Estudiantes 1:0 |
| 22 czerwca 1924 | Racing Club de Avellaneda – Ferro Carril Oeste 2:0 Brisotti (2) |
| 22 czerwca 1924 | River Plate – Club Atlético Lanús 1:0 Licciardi |
| 22 czerwca 1924 | Defensores de Belgrano Buenos Aires – Atlanta Buenos Aires 1:0 |
| 22 czerwca 1924 | Gimnasia y Esgrima La Plata – CA Tigre 0:0 |
| 22 czerwca 1924 | Liberal Argentino Buenos Aires – Quilmes Athletic Buenos Aires 1:1 |
| 22 czerwca 1924 | Argentino del Sud Buenos Aires – Estudiantil Porteño Buenos Aires 1:1 Filiberti – Catelli mecz przerwany – nie został dokończony, później walkower dla Estudiantil Porteño |
| 22 czerwca 1924 | CS Palermo – Sportivo Buenos Aires 0:3 |

### Kolejka 13
| Data            | Mecz |
| --------------- | --- |
| 29 czerwca 1924 | Argentino del Sud Buenos Aires – Racing Club de Avellaneda 0:2 Spraggón, Seregui                                |
| 29 czerwca 1924 | Quilmes Athletic Buenos Aires – CA Vélez Sarsfield 2:1                                                          |
| 29 czerwca 1924 | River Plate – Atlanta Buenos Aires 1:0 González                                                                 |
| 29 czerwca 1924 | CA Tigre – Estudiantes La Plata 1:2                                                                             |
| 29 czerwca 1924 | CS Palermo – Barracas Central Buenos Aires 2:2                                                                  |
| 29 czerwca 1924 | Ferro Carril Oeste – Estudiantil Porteño Buenos Aires 1:0                                                       |
| 29 czerwca 1924 | CA Banfield – Liberal Argentino Buenos Aires 1:1                                                                |
| 29 czerwca 1924 | Club Atlético Lanús – Defensores de Belgrano Buenos Aires 2:2 Martelotti, Presta k – Caldas, Aguilar Pinedo     |
| 29 czerwca 1924 | Sportivo Buenos Aires – CA Estudiantes 6:1                                                                      |
| 29 czerwca 1924 | Sportivo Almagro Buenos Aires – Independiente 0:2 Ravaschino, Bozzo                                             |
| 29 czerwca 1924 | Gimnasia y Esgrima La Plata – CA Platense 0:0                                                                   |
| 29 czerwca 1924 | San Isidro Buenos Aires – San Lorenzo de Almagro 0:4 Lindolfo Acosta (2), Alfredo Carricaberry, Antonio Valente |

### Kolejka 14
| Data         | Mecz                                                                                    |
| ------------ | --------------------------------------------------------------------------------------- |
| 6 lipca 1924 | Gimnasia y Esgrima La Plata – CA Banfield 2:1                                           |
| 6 lipca 1924 | CA Platense – San Isidro Buenos Aires 2:0                                               |
| 6 lipca 1924 | Sportivo Buenos Aires – Estudiantil Porteño Buenos Aires 2:0                            |
| 6 lipca 1924 | CA Vélez Sarsfield – CA Tigre 0:0                                                       |
| 6 lipca 1924 | Independiente – Club Atlético Lanús 3:0 Orsi, Lalín, Sacarello s                        |
| 6 lipca 1924 | Barracas Central Buenos Aires – Liberal Argentino Buenos Aires 2:1                      |
| 6 lipca 1924 | CS Palermo – Argentino del Sud Buenos Aires 3:2 Lynch, Fabbiano, Polimeni – Brameri (2) |
| 6 lipca 1924 | Estudiantes La Plata – Sportivo Almagro Buenos Aires 0:0                                |
| 6 lipca 1924 | CA Estudiantes – Quilmes Athletic Buenos Aires 2:1                                      |
| 6 lipca 1924 | Defensores de Belgrano Buenos Aires – Ferro Carril Oeste 5:0                            |

### Kolejka 15
| Data          | Mecz |
| ------------- | --- |
| 13 lipca 1924 | Gimnasia y Esgrima La Plata – San Lorenzo de Almagro 0:0                                                      |
| 13 lipca 1924 | San Isidro Buenos Aires – Atlanta Buenos Aires 3:1                                                            |
| 13 lipca 1924 | CA Banfield – CS Palermo 2:0                                                                                  |
| 13 lipca 1924 | River Plate – Argentino del Sud Buenos Aires 0:0                                                              |
| 13 lipca 1924 | CA Platense – Liberal Argentino Buenos Aires 1:0                                                              |
| 13 lipca 1924 | Quilmes Athletic Buenos Aires – Estudiantes La Plata 2:0                                                      |
| 13 lipca 1924 | Defensores de Belgrano Buenos Aires – Sportivo Almagro Buenos Aires 2:0                                       |
| 13 lipca 1924 | Club Atlético Lanús – Estudiantil Porteño Buenos Aires 0:1 Fernández                                          |
| 13 lipca 1924 | CA Tigre – Independiente 0:2 López, Ravaschino                                                                |
| 13 lipca 1924 | Ferro Carril Oeste – CA Estudiantes 1:0 13/07/1924 en Victoria: Tigre 0, Independiente 2 (López y Ravaschino) |

### Kolejka 16
| Data          | Mecz |
| ------------- | --- |
| 20 lipca 1924 | Independiente – Quilmes Athletic Buenos Aires 4:1 Orsi (2), Chiarella (2) – Cherro                                                  |
| 20 lipca 1924 | Argentino del Sud Buenos Aires – San Isidro Buenos Aires 1:2 Soro – Comaschi, Zumelzú k                                             |
| 20 lipca 1924 | Barracas Central Buenos Aires – River Plate 1:4 ? – Simmons, Ganzarain, Rey, Lattari                                                |
| 20 lipca 1924 | CA Banfield – Racing Club de Avellaneda 3:1 Magrini k, Tassa (2) – Perinetti k                                                      |
| 20 lipca 1924 | San Lorenzo de Almagro – Liberal Argentino Buenos Aires 1:0                                                                         |
| 20 lipca 1924 | Gimnasia y Esgrima La Plata – Atlanta Buenos Aires 1:0                                                                              |
| 20 lipca 1924 | CA Platense – CS Palermo 3:0 |
| 20 lipca 1924 | CA Estudiantes – Club Atlético Lanús 2:3 Cazaubón, Arroyo – Raggi (3)                                                               |
| 20 lipca 1924 | CA Vélez Sarsfield – Ferro Carril Oeste 2:0                                                                                         |
| 20 lipca 1924 | Sportivo Almagro Buenos Aires – Estudiantil Porteño Buenos Aires 1:1                                                                |
| 20 lipca 1924 | Defensores de Belgrano Buenos Aires – CA Tigre 0:0                                                                                  |
| 20 lipca 1924 | Sportivo Buenos Aires – Estudiantes La Plata 1:0 mecz przerwany – nie został dokończony, później walkower dla Sportivo Buenos Aires |

### Kolejka 17
| Data          | Mecz                                                                        |
| ------------- | --------------------------------------------------------------------------- |
| 27 lipca 1924 | Racing Club de Avellaneda – San Lorenzo de Almagro 0:1 Alfredo Carricaberry |
| 27 lipca 1924 | River Plate – CA Platense 1:0 González                                      |
| 27 lipca 1924 | San Isidro Buenos Aires – CA Banfield 2:0                                   |
| 27 lipca 1924 | Gimnasia y Esgrima La Plata – Barracas Central Buenos Aires 2:0             |
| 27 lipca 1924 | Ferro Carril Oeste – Independiente 0:2 Orsi, Ravaschino                     |
| 27 lipca 1924 | Estudiantes La Plata – Club Atlético Lanús 0:0                              |
| 27 lipca 1924 | CA Tigre – CA Estudiantes 1:0                                               |
| 27 lipca 1924 | Sportivo Almagro Buenos Aires – CA Vélez Sarsfield 1:0                      |
| 27 lipca 1924 | Liberal Argentino Buenos Aires – Argentino del Sud Buenos Aires 0:0         |
| 27 lipca 1924 | Estudiantil Porteño Buenos Aires – Quilmes Athletic Buenos Aires 1:0        |
| 27 lipca 1924 | CS Palermo – Atlanta Buenos Aires 2:2                                       |
| 27 lipca 1924 | Defensores de Belgrano Buenos Aires – Sportivo Buenos Aires 1:1             |

### Kolejka 18
| Data            | Mecz                                                                                          |
| --------------- | --------------------------------------------------------------------------------------------- |
| 3 sierpnia 1924 | San Lorenzo de Almagro – CS Palermo 2:1 Constante de Souza, Luis Monti – ?                    |
| 3 sierpnia 1924 | CA Platense – Racing Club de Avellaneda 1:0 Bissio                                            |
| 3 sierpnia 1924 | CA Banfield – River Plate 1:2 ? – Iribarren k, Liciardi                                       |
| 3 sierpnia 1924 | Independiente – Sportivo Buenos Aires 3:0 Orsi (2, 1k), Ravaschino                            |
| 3 sierpnia 1924 | Barracas Central Buenos Aires – San Isidro Buenos Aires 1:0                                   |
| 3 sierpnia 1924 | Argentino del Sud Buenos Aires – Gimnasia y Esgrima La Plata 1:3 Mouré – Bachi (2), Morgada k |
| 3 sierpnia 1924 | Defensores de Belgrano Buenos Aires – Quilmes Athletic Buenos Aires 2:0                       |
| 3 sierpnia 1924 | Estudiantes La Plata – Ferro Carril Oeste 4:2                                                 |
| 3 sierpnia 1924 | Atlanta Buenos Aires – Liberal Argentino Buenos Aires 1:0                                     |
| 3 sierpnia 1924 | CA Estudiantes – Sportivo Almagro Buenos Aires 2:1                                            |
| 3 sierpnia 1924 | CA Tigre – Estudiantil Porteño Buenos Aires 1:0                                               |
| 3 sierpnia 1924 | CA Vélez Sarsfield – Club Atlético Lanús 4:0 Sobrino (2), Pan, Urdangaray                     |

### Kolejka 19
| Data             | Mecz                                                                            |
| ---------------- | ------------------------------------------------------------------------------- |
| 17 sierpnia 1924 | Estudiantes La Plata – CA Vélez Sarsfield 2:0                                   |
| 17 sierpnia 1924 | Club Atlético Lanús – Sportivo Almagro Buenos Aires 0:1 Uriarte                 |
| 17 sierpnia 1924 | Liberal Argentino Buenos Aires – CS Palermo 1:1                                 |
| 17 sierpnia 1924 | San Isidro Buenos Aires – Gimnasia y Esgrima La Plata 1:1                       |
| 17 sierpnia 1924 | Argentino del Sud Buenos Aires – Atlanta Buenos Aires 1:2 Bao – Médici, Rolandi |
| 17 sierpnia 1924 | CA Banfield – Barracas Central Buenos Aires 0:0                                 |
| 17 sierpnia 1924 | Sportivo Buenos Aires – Ferro Carril Oeste 2:1                                  |
| 17 sierpnia 1924 | CA Estudiantes – Estudiantil Porteño Buenos Aires 0:0                           |
| 17 sierpnia 1924 | CA Tigre – Quilmes Athletic Buenos Aires 3:0                                    |
| 17 sierpnia 1924 | San Lorenzo de Almagro – CA Platense 0:1                                        |
| 17 sierpnia 1924 | Racing Club de Avellaneda – River Plate 3:0 Perinetti, Saldías, Rey             |

### Kolejka 20
| Data             | Mecz                                                                                  |
| ---------------- | ------------------------------------------------------------------------------------- |
| 24 sierpnia 1924 | Gimnasia y Esgrima La Plata – Racing Club de Avellaneda 1:0 Zoroza                    |
| 24 sierpnia 1924 | Barracas Central Buenos Aires – San Lorenzo de Almagro 0:1 Enrique Monti              |
| 24 sierpnia 1924 | CS Palermo – San Isidro Buenos Aires 3:1                                              |
| 24 sierpnia 1924 | CA Platense – Argentino del Sud Buenos Aires 3:0 Cracco, Duarte, Bissio               |
| 24 sierpnia 1924 | River Plate – Liberal Argentino Buenos Aires 1:0 González                             |
| 24 sierpnia 1924 | Atlanta Buenos Aires – CA Banfield 3:1                                                |
| 24 sierpnia 1924 | CA Tigre – Ferro Carril Oeste 2:1                                                     |
| 24 sierpnia 1924 | Defensores de Belgrano Buenos Aires – CA Vélez Sarsfield 3:1                          |
| 24 sierpnia 1924 | Quilmes Athletic Buenos Aires – Club Atlético Lanús 3:1 Manna (2), Sandoval – Adamoli |
| 24 sierpnia 1924 | Independiente – CA Estudiantes 7:0 López, Canaveri, Ravaschino, Orsi (3), Pérez       |

### Kolejka 21
| Data            | Mecz |
| --------------- | --- |
| 7 września 1924 | San Isidro Buenos Aires – River Plate 0:2 Medone, Fallati                                                  |
| 7 września 1924 | Racing Club de Avellaneda – CS Palermo 5:0 Seregui, Ronzoni (3), Perinetti                                 |
| 7 września 1924 | Estudiantes La Plata – Independiente 1:2 Latorre Lelong – Ravaschino (2)                                   |
| 7 września 1924 | CA Platense – CA Banfield 0:0                                                                              |
| 7 września 1924 | Gimnasia y Esgrima La Plata – Liberal Argentino Buenos Aires 4:0                                           |
| 7 września 1924 | Defensores de Belgrano Buenos Aires – Estudiantil Porteño Buenos Aires 3:2                                 |
| 7 września 1924 | Argentino del Sud Buenos Aires – Barracas Central Buenos Aires 3:2 Bao, Ferrari s, Brameri – García, Passi |
| 7 września 1924 | CA Tigre – Sportivo Almagro Buenos Aires 4:0                                                               |
| 7 września 1924 | Sportivo Buenos Aires – Quilmes Athletic Buenos Aires 1:1                                                  |
| 7 września 1924 | Club Atlético Lanús – Ferro Carril Oeste 3:0 Presta, Raggi, Sacarello                                      |
| 7 września 1924 | CA Estudiantes – CA Vélez Sarsfield 1:1                                                                    |
| 7 września 1924 | San Lorenzo de Almagro – Atlanta Buenos Aires 3:1 Juan Maglio, José L. Danielli, Del Corro s – ?           |

### Kolejka 22
| Data             | Mecz |
| ---------------- | --- |
| 14 września 1924 | San Lorenzo de Almagro – CA Banfield 4:3 Alfredo Carricaberry, Juan Maglio, José L. Danielli, Antonio Picallo – ?, ? |
| 14 września 1924 | Gimnasia y Esgrima La Plata – CS Palermo 3:0                                                                         |
| 14 września 1924 | Atlanta Buenos Aires – Racing Club de Avellaneda 0:1 Seregui                                                         |
| 14 września 1924 | San Isidro Buenos Aires – Liberal Argentino Buenos Aires 3:2                                                         |
| 14 września 1924 | Estudiantil Porteño Buenos Aires – Independiente 0:3 Lalín, Ravaschino, Boigues s                                    |
| 14 września 1924 | Ferro Carril Oeste – Sportivo Almagro Buenos Aires 2:0                                                               |
| 14 września 1924 | Defensores de Belgrano Buenos Aires – CA Estudiantes 1:1                                                             |
| 14 września 1924 | CA Platense – Barracas Central Buenos Aires 0:0 mecz przerwany – nie został dokończony                               |

### Kolejka 23
| Data             | Mecz                                                                                             |
| ---------------- | ------------------------------------------------------------------------------------------------ |
| 21 września 1924 | Argentino del Sud Buenos Aires – San Lorenzo de Almagro 1:2 Sánchez k – Alfredo Carricaberry (2) |
| 21 września 1924 | Racing Club de Avellaneda – San Isidro Buenos Aires 1:0 Perinetti                                |
| 21 września 1924 | River Plate – Gimnasia y Esgrima La Plata 1:0 Medone                                             |
| 21 września 1924 | CA Platense – Atlanta Buenos Aires 2:0                                                           |
| 21 września 1924 | CA Tigre – Sportivo Buenos Aires 1:1                                                             |
| 21 września 1924 | Estudiantes La Plata – CA Estudiantes 3:1                                                        |
| 21 września 1924 | Quilmes Athletic Buenos Aires – Ferro Carril Oeste 1:1                                           |
| 21 września 1924 | CA Vélez Sarsfield – Estudiantil Porteño Buenos Aires 1:0                                        |

### Kolejka 24
| Data                 | Mecz                                                                             |
| -------------------- | -------------------------------------------------------------------------------- |
| 19 października 1924 | Estudiantes La Plata – Defensores de Belgrano Buenos Aires 3:2                   |
| 19 października 1924 | Sportivo Almagro Buenos Aires – Quilmes Athletic Buenos Aires 4:1                |
| 19 października 1924 | Atlanta Buenos Aires – Barracas Central Buenos Aires 2:1                         |
| 19 października 1924 | Club Atlético Lanús – CA Tigre 2:2 Presta (2) – Santoro, Carreras                |
| 19 października 1924 | San Lorenzo de Almagro – Independiente 0:0                                       |
| 19 października 1924 | Liberal Argentino Buenos Aires – Racing Club de Avellaneda 0:2 Spraggón, Ronzoni |
| 19 października 1924 | River Plate – Sportivo Buenos Aires 3:0 Liciardi (2), Fallati k                  |
| 19 października 1924 | San Isidro Buenos Aires – CA Vélez Sarsfield 2:1                                 |
| 19 października 1924 | CA Banfield – Argentino del Sud Buenos Aires walkower dla Banfield               |

### Kolejka 25
| Data                 | Mecz                                                            |
| -------------------- | --------------------------------------------------------------- |
| 26 października 1924 | Independiente – CA Vélez Sarsfield 2:0 Lalín, Orsi              |
| 26 października 1924 | San Lorenzo de Almagro – River Plate 1:0 Lindolfo Acosta        |
| 26 października 1924 | Racing Club de Avellaneda – Sportivo Buenos Aires 1:0 Ochoa     |
| 26 października 1924 | Atlanta Buenos Aires – Club Atlético Lanús 0:1 Raggi            |
| 26 października 1924 | Gimnasia y Esgrima La Plata – Sportivo Almagro Buenos Aires 2:0 |
| 26 października 1924 | CA Banfield – Estudiantes La Plata 2:1                          |
| 26 października 1924 | Liberal Argentino Buenos Aires – CA Tigre 3:0                   |

### Kolejka 26
| Data             | Mecz                                                        |
| ---------------- | ----------------------------------------------------------- |
| 2 listopada 1924 | CS Palermo – River Plate 0:3 Choperena, Rey, Fallati        |
| 2 listopada 1924 | Atlanta Buenos Aires – Estudiantil Porteño Buenos Aires 2:0 |
| 2 listopada 1924 | CA Platense – Ferro Carril Oeste 2:0                        |

### Kolejka 27
| Data             | Mecz |
| ---------------- | --- |
| 9 listopada 1924 | Defensores de Belgrano Buenos Aires – Independiente 1:1 Pasquale – Ravaschino                                |
| 9 listopada 1924 | Racing Club de Avellaneda – Barracas Central Buenos Aires 4:1 Carri s, Seregni, Spraggón, Perinetti – Carrón |
| 9 listopada 1924 | Sportivo Buenos Aires – CA Vélez Sarsfield 2:1                                                               |
| 9 listopada 1924 | Estudiantes La Plata – San Lorenzo de Almagro 2:0                                                            |
| 9 listopada 1924 | Gimnasia y Esgrima La Plata – Quilmes Athletic Buenos Aires 1:0                                              |

### Kolejka 28
| Data              | Mecz                                                                                          |
| ----------------- | --------------------------------------------------------------------------------------------- |
| 16 listopada 1924 | Sportivo Buenos Aires – Club Atlético Lanús 3:2 Guzmán, Lucarelli, Tomaselli – Presta y Arias |
| 16 listopada 1924 | Estudiantes La Plata – Estudiantil Porteño Buenos Aires 2:2                                   |

### Końcowa tabela sezonu 1924 ligi Asociación Amateurs de Football
| Poz | Klub                                | Mecze | Zw | Rem | Por | Pkt | BrZd | BrStr |
| --- | ----------------------------------- | ----- | -- | --- | --- | --- | ---- | ----- |
| 1   | San Lorenzo de Almagro              | 23    | 18 | 3   | 2   | 39  | 48   | 15    |
| 2   | Gimnasia y Esgrima La Plata         | 23    | 15 | 7   | 1   | 37  | 39   | 9     |
| 3   | Independiente                       | 23    | 16 | 4   | 3   | 36  | 47   | 9     |
| 4   | CA Platense                         | 23    | 14 | 8   | 1   | 36  | 30   | 6     |
| 5   | River Plate                         | 23    | 13 | 5   | 5   | 31  | 30   | 20    |
| 6   | Racing Club de Avellaneda           | 23    | 14 | 2   | 7   | 30  | 39   | 16    |
| 7   | CA Tigre                            | 23    | 11 | 7   | 5   | 29  | 27   | 19    |
| 8   | Sportivo Buenos Aires               | 23    | 10 | 8   | 5   | 28  | 35   | 28    |
| 9   | San Isidro Buenos Aires             | 23    | 11 | 5   | 7   | 27  | 37   | 29    |
| 10  | Estudiantes La Plata                | 23    | 10 | 6   | 7   | 26  | 38   | 24    |
| 11  | Defensores de Belgrano Buenos Aires | 23    | 8  | 9   | 6   | 25  | 32   | 26    |
| 12  | CA Banfield                         | 23    | 8  | 7   | 8   | 23  | 27   | 28    |
| 13  | Atlanta Buenos Aires                | 23    | 7  | 6   | 10  | 20  | 24   | 28    |
| 14  | CS Palermo                          | 23    | 7  | 5   | 11  | 19  | 26   | 43    |
| 15  | Barracas Central Buenos Aires       | 23    | 6  | 6   | 11  | 18  | 21   | 30    |
| 16  | Club Atlético Lanús                 | 23    | 6  | 6   | 11  | 18  | 18   | 36    |
| 17  | CA Vélez Sarsfield                  | 23    | 6  | 5   | 12  | 17  | 26   | 35    |
| 18  | Sportivo Almagro Buenos Aires       | 23    | 6  | 5   | 12  | 17  | 17   | 30    |
| 19  | Estudiantil Porteño Buenos Aires    | 23    | 4  | 7   | 12  | 15  | 16   | 37    |
| 20  | Liberal Argentino Buenos Aires      | 23    | 4  | 5   | 14  | 13  | 17   | 31    |
| 21  | Argentino del Sud Buenos Aires      | 23    | 6  | 2   | 15  | 12* | 23   | 35    |
| 22  | Quilmes Athletic Buenos Aires       | 23    | 3  | 6   | 14  | 12  | 20   | 40    |
| 23  | Ferro Carril Oeste                  | 23    | 4  | 4   | 15  | 12  | 16   | 43    |
| 24  | CA Estudiantes                      | 23    | 3  | 4   | 16  | 10  | 16   | 52    |

- Argentino del Sud Buenos Aires – dwa punkty odjęte